# 尼古拉·约瑟夫·迈松
尼古拉·约瑟夫·迈松（法語：Nicolas Joseph Maison，法語發音：[nikɔla ʒozɛf mɛzɔ̃]；1771年12月19日—1840年3月13日），法国元帅，曾任法国国防部长，同时也是第一任迈松侯爵。

## 生平

### 法国大革命战争和拿破仑战争时期
尼古拉·约瑟夫·迈松于1771年12月19日出生于巴黎附近的塞纳河畔埃皮奈。他在1789年加入法国革命军队，1791年8月1日，他被任命为巴黎志愿军第九营的上尉，并在法国大革命战争早期的步兵部队服役。1799年，他担任国防部长贝尔纳多特的副官。1805年，他加入了由拿破仑一世集结的法军第一军，并参加了奥斯特里茨战役。 在1806年战役中，他在让-巴蒂斯特·贝尔纳多特元帅的军团中担任准将（General de brigade），并在普鲁士军队在耶拿战役失败后率领法军追至吕贝克。1808年他前往西班牙，并在維克托元帥指挥攻占马德里时受伤。
乌迪诺元帅受伤后，他接管了第二军团的指挥，直至部队撤到魏舍尔（Weischel）。 他曾在1813年的第六次反法同盟战争中作战，艾蒂安·麦克唐纳元帅在卡茨巴赫战役（Katzbach）中失败后，他再次被要求率领部队撤退。在莱比锡战役中负伤后，他被授予荣誉军团勋章，成为帝国侯爵的一员。在1814年，他的任务是保卫现在的比利时及安特卫普港。在兵力不足的情况下，他成功抵御了强大的反法联军，并在科特赖克战役中击败了约翰·冯·蒂尔曼（Johann von Thielmann）的撒克逊军队。

### 法国波旁复辟时期
拿破仑退位后，路易十八继承了王位，迈松与路易十八重归于好，路易十八封他为圣路易骑士，并任命他为巴黎总督。在百日王朝这段时间里，迈松忠于波旁家族，并在他们逃到根特时加入了他们。因此在第二次波旁复辟后，他被任命为法国第一军区司令（commandant of the 1st Military Division）。之后，他被任命为军事法庭法官，并被波旁王室要求判处百日王朝期间加入拿破仑阵营的内伊元帅叛国罪，但他和同僚拒绝审判内伊。于是他被降职为法国驻马赛第八军区司令（8th Military Division in Marseilles）。1817年，路易十八将迈松封为法兰西王国的侯爵和贵族。
1828年，他被任命为摩里亚法国远征军的指挥官，这次远征的目的是从易卜拉欣·帕夏（Ibrahim Pasha）指挥的土耳其-埃及占领军手中解放该地区，并完成法国科学院委托远征军进行的科学考察。 在法军控制了土耳其军队（皮洛斯，莫东，科隆和帕特雷）的主要要塞之后，迈松将军于1829年2月22日被查理十世任命为法兰西王国元帅。法国军队在该地区保持军事存在至1833年，但迈松于1829年5月22日离开了希腊。

### 七月王朝时期
1830年他参加了七月革命，并在1830年11月担任了几个星期的外交部长，之后被派往维也纳担任大使。1833年，他被任命为驻圣彼得堡的大使。迈松从1835年4月30日到1836年9月19日担任法国国防部长，之后他淡出了公众视线。
尼古拉·约瑟夫·迈松（Nicolas-Joseph Maison）于1840年2月13日在巴黎去世。他被埋葬在拉雪兹神父公墓。